# A specialista (televíziós sorozat)
A specialista (eredeti cím: Нюхач, Nyuhacs) 2013 és 2019 között vetített ukrán televíziós sorozat. A sorozat alkotója Artem Litvinenko, aki a részeket Andrij Babikkal közösen írta, a történet egy speciális nyomozó eseteit követi végig, aki kiélesedett szaglása segítségével oldja meg az ügyeit. A sorozat főszereplőjét Kirill Käro alakítja, de mellette feltűnik még Ivan Oganyeszjan, Nyikolaj Csingyajkin, Marija Anyikanovna és Nyina Gogajeva.
A sorozatot Ukrajnában az ICTV mutatta be 2013. november 11-én, Magyarországon a Cool TV kezdte adni 2018. április 16-án, később pedig az RTL Klub is műsorra tűzte.

## Cselekménye
A történet főszereplője egy férfi, akit csak Szimat néven emlegetnek, és akinek különlegesen éles szaglása van. Éles szimata segítségével képes olyan dolgokat is megállapítani, ami felett a legtöbb ember elsiklana, így a rendőrség előszeretettel fordul hozzá különböző esetek feltárása érdekében. Szimat társaként gyerekkori barátja, Viktor Lebegyev nyomozó is segítségére lesz, akivel együtt próbálják megoldani az eléjük táruló eseteket.

## Szereplők
| Szerep          | Színész              | Magyar hang    |
| --------------- | -------------------- | -------------- |
| Szimat          | Kirill Käro          | Zámbori Soma   |
| Viktor Lebegyev | Ivan Oganyeszjan     | Holl Nándor    |
| Tábornok        | Nyikolaj Csingyajkin | Barbinek Péter |
| Júlia           | Marija Anyikanovna   | Kiss Eszter    |
| Tatyjana        | Nyina Gogajeva       | Solecki Janka  |
| Alex            | Szergej Leszkov      | Berkes Bence   |

## Epizódok
| Évad | Évad | Részek száma | Részek száma | Eredeti sugárzás    | Eredeti sugárzás     | Eredeti adó | Magyar sugárzás     | Magyar sugárzás     | Magyar adó |
| Évad | Évad | Részek száma | Részek száma | Évadbemutató        | Évadzáró             | Eredeti adó | Évadbemutató        | Évadzáró            | Magyar adó |
| ---- | ---- | ------------ | ------------ | ------------------- | -------------------- | ----------- | ------------------- | ------------------- | ---------- |
|      | 1.   | 8            | 8            | 2013. november 11.  | 2013. november 14.   | ICTV        | 2018. április 16.   | 2018. június 18.    | Cool TV    |
|      | 2.   | 8            | 8            | 2016. augusztus 22. | 2016. szeptember 12. | ICTV        | 2018. június 25.    | 2018. augusztus 13. | Cool TV    |
|      | 3.   | 8            | 8            | 2017. október 2.    | 2017. október 2.     | ICTV        | 2018. augusztus 27. | 2018. október 15.   | Cool TV    |
|      | 4.   | 8            | 8            | 2019. december 16.  | 2019. december 19.   | ICTV        | 2020. október 1.    | 2020. november 29.  | Cool TV    |